# Vuelo 1533 de Korean Air
El vuelo 1533 de Korean Air fue un vuelo regular doméstico surcoreano de pasajeros desde el aeropuerto internacional Gimpo al aeropuerto de Pohang. El 15 de marzo de 1999 el McDonnell Douglas MD-83 que operaba el vuelo se salió de la pista 10 durante su aterrizaje en el aeropuerto de Pohang. Todas las personas que viajaban a bordo sobrevivieron, pero la aeronave quedó totalmente destruida.

## Accidente
El avión, que transportaba a 156 pasajeros y tripulantes, partió del aeropuerto internacional Gimpo. Durante su aterrizaje en el aeropuerto de Pohang, la aeronave tuvo que efectuar una aproximación frustrada debido a la lluvia y a las nubes densas.
Durante la segunda aproximación, el avión aterrizó a 1500 pies (457 m) del umbral de la pista 10. Por razones que se desconocen, la tripulación de vuelo activó las reversas 27 segundos después de la toma, haciendo que la aeronave no fuese capaz de detenerse a tiempo. El avión se salió de pista, golpeando diez antenas y una valla alambrada por el camino, para finalmente caer y detenerse en un terraplén, con el fuselaje partido en dos. No se registraron fallecimientos, pero setenta y seis pasajeros resultaron heridos. Había fuertes vientos en el momento del accidente. El avión quedó seriamente dañado tras el accidente y fue declarado siniestro total, convirtiéndolo así en el undécimo aparato totalmente destrozado de McDonnell Douglas MD-80.

## Investigación
Tanto el ministerio de construcción y transporte como la Armada de la República de Corea investigaron el accidente. Se determinó que la causa del accidente fue un error del piloto debido al retraso por parte de la tripulación de vuelo en la activación de las reversas de empuja, la toma tardía sobre la pista, y la no realización de una segunda aproximación frustrada.